# Mosna (Rumunia)
Mosna – wieś w Rumunii, w okręgu Dolj, w gminie Brabova. W 2011 roku liczyła 231 mieszkańców.